# 469705 ǂKá̦gára
469705 ǂKá̦gára (designação provisória: 2005 EF298) é um objeto transnetuniano que está localizado no cinturão de Kuiper, uma região do Sistema Solar. Ele é classificado como um cubewano. Este objeto possui uma magnitude absoluta de 6,1 e tem um diâmetro estimado com cerca de 138 km. Este corpo celeste é um sistema binário, o outro componente, o ǃHãunu, possui um diâmetro estimado em cerca de 106 km.

## Descoberta
469705 ǂKá̦gára foi descoberto no dia 11 de março de 2005 pelo astrônomo Marc W. Buie através do Observatório Nacional de Kitt Peak que está situado no Arizona, EUA.

## Órbita
A órbita de 469705 ǂKá̦gára tem uma excentricidade de 0,096 e possui um semieixo maior de 44,346 UA. O seu periélio leva o mesmo a uma distância de 40,086 UA em relação ao Sol e seu afélio a 48,605 UA.